# Le Vrétot
Le Vrétot is een plaats en voormalige gemeente in het Franse departement Manche in de regio Normandië en telt 520 inwoners (1999).
Op 1 januari 2016 fuseerde Le Vrétot met Bricquebec, Les Perques, Quettetot, Saint-Martin-le-Hébert en Le Valdécie tot de huidige gemeente Bricquebec-en-Cotentin. Deze gemeente maakt deel uit van het arrondissement Cherbourg.

## Geografie
De oppervlakte van Le Vrétot bedraagt 20,8 km², de bevolkingsdichtheid is 25,0 inwoners per km².
De onderstaande kaart toont de ligging van Le Vrétot met de belangrijkste infrastructuur en aangrenzende gemeenten.

## Demografie
Onderstaande figuur toont het verloop van het inwonertal (bron: INSEE-tellingen).

Bricquebec · Les Perques · Quettetot · Saint-Martin-le-Hébert · Le Valdécie · Le Vrétot